# Faqū'e
Faqū'e este un district în Guvernoratul Karak, Iordania.